# Monarchia spagnola

Stemma del monarca spagnolo

La monarchia spagnola (in spagnolo: monarquía española) è il sistema monarchico parlamentare della Spagna. Il re o la regina di Spagna (rey de España) è il comandante in capo delle forze armate spagnole. Il potere del sovrano è, però, puramente simbolico, poiché tutti gli atti, per essere validi, devono essere controfirmati dal primo ministro spagnolo, dai ministri competenti o dal presidente del Congresso dei deputati. Tuttavia, la monarchia spagnola ha avuto un ruolo importante nel passaggio dal Franchismo alla democrazia nel corso degli anni settanta, ed è stata fondamentale nel reprimere il tentativo di colpo di Stato del 1981.

## Descrizione
La monarchia è istituita sulla base degli articoli dal 56 al 65 del titolo II della Costituzione spagnola del 1978, nella quale è chiamata corona di Spagna (corona de España). Il sovrano è chiamato semplicemente "re di Spagna". Un titolo molto più lungo, contenente una lista di oltre venti regni, non viene quasi mai usato neppure nell'ambito della diplomazia, anche se è ufficialmente riconosciuto nell'articolo 56 della Costituzione.
La residenza ufficiale del sovrano è il Palazzo reale di Madrid (Palacio real de Madrid), anche se la famiglia reale vive al palazzo della Zarzuela, sempre a Madrid.
L'attuale sovrano è Sua Maestà il re Filippo VI di Spagna.
L'erede al trono di Spagna detiene il titolo di principe delle Asturie, principe di Girona e principe di Viana, gli altri figli del re quello di infante di Spagna.

### Titolo completo
Il titolo completo del sovrano di Spagna, anche se desueto, è il seguente:
re di Spagna, re di Castiglia, di León, di Aragona, delle Due Sicilie, di Gerusalemme, di Navarra, di Granada, di Toledo, di Valencia, di Galizia, di Sardegna, di Cordoba, di Corsica, di Murcia, di Jaén, di Algarve, di Algeciras, delle Isole Canarie, delle Indie dell'Est e dell'Ovest, delle Isole e delle Terre dell'Oceano, arciduca d'Austria, duca di Borgogna, di Brabante, di Milano, di Atene, di Neopatra; conte d'Asburgo, del Tirolo, di Rossiglione e di Barcellona; signore di Biscaglia e di Molina; capitano-generale e capo supremo delle Forze armate reali; sovrano gran-maestro dell'Ordine del Toson d'oro e degli ordini dello stato spagnolo.

Lo stendardo reale

Questi titoli non sono esplicitamente richiamati nella Costituzione spagnola, anche se essa sottolinea che il re di Spagna ha diritto a utilizzare tutti gli altri titoli assegnati alla Corona (los demás que correspondan a la Corona). I titoli sopracitati sono quelli che furono utilizzati da Alfonso XIII, i quali, su base costituzionale, possono essere usati anche dal moderno sovrano.